# Río Havel
El río Havel es el tercer afluente con el flujo más alto del río Elba. Su curso de 334 km de largo se encuentra enteramente en Alemania, y sus fuentes se hallan en la tierra de los lagos de Mecklemburgo. El río drena un área de 24 273 km².
El Havel Fluye hacia el sur, en dirección a Berlín, para formar luego un arco, en cuyo centro se halla la región de Riberas del Havel. El río pasa por los estados federados de Berlín, Brandeburgo y Sajonia-Anhalt. Confluye con el Spree en el distrito de Spandau, al noroeste de Berlín.
Elogiado por escritores alemanes como Theodor Fontane, el Havel constituye más que un simple río, una sucesión de lagos y bahías que se extienden hacia el más conocido de ellos, el Wannsee.

## Historia
Tras el final de la Segunda Guerra Mundial, el Havel se encontraba en territorio de la República Democrática Alemana (RDA). Entonces el puesto fronterizo ubicado en la orilla del Nieder Neuendorfer See, entre Havel y el canal creado más tarde, fue operado desde 1949 hasta 1990. Controlaba el tráfico fluvial utilizado para transportar mercancías hacia y desde el Polonia. El paso a la República Federal de Alemania (RFA) no estaba autorizado. Después de la construcción del Muro de Berlín y el cierre de las fronteras exteriores de la RDA, el gobierno construyó el Canal Havel en 1953 para desviar el tráfico fluvial alrededor de Berlín y evitar que cruzara la parte occidental del Havel, que unía a Hennigsdorf con Potsdam.
En este contexto de Guerra Fría, el puente Glienicke que comunica Berlín y Potsdam sobre el Havel,  se convirtió en escenario de intercambio de espías entre Estados Unidos y la Unión Soviética.
En 1990 se culmina la reunificación alemana, con lo que el Havel pasa a formar parte de la RFA y la Unión Europea.
En años recientes se ha planeado canalizar el Havel y el Spree para permitir el tráfico de barcos de gran envergadura.

## La región de Riberas del Havel
La región de Riberas del Havel (en alemán Havelland, lit. «Tierra del Havel») es la Arcadia de Brandeburgo. En ella se hallan, por ejemplo, los Palacios y parques de Potsdam y Berlín que son parte del Patrimonio de la Humanidad de la Unesco.
La Ciudad de Brandeburgo (en alemán: Brandenburg an der Havel) es la más antigua del Electorado de Brandeburgo. Tanto el Havel, como el lago Beetz y sus canales, dividen la ciudad en tres zonas: Neustadt (en el centro), Dominsel (isla de la catedral, al norte) y Altstadt (en el oeste).
El palacio de la isla de los pavos reales en el Havel, fue construido entre 1794 y 1797 para Federico Guillermo II y su amante Wilhelmine von Lichtenau. La isla tiene una extensión de 67 ha, y es también una reserva natural de acuerdo con la Directiva Hábitats de la Unión Europea y una Zona de especial protección para las aves.